# Sauroniops
Sauroniops (gr. „oko Saurona”) – rodzaj teropoda z rodziny karcharodontozaurów żyjącego w późnej kredzie (cenoman) na terenach dzisiejszej Afryki. Gatunkiem typowym jest S. pachytholus (epitet gatunkowy oznacza w języku greckim „grubą kopułę”), którego holotypem jest prawie kompletna lewa kość czołowa oznaczona MPM2594, odkryta w osadach formacji Ifezouane na terenie prowincji Ar–Raszidija w Maroku.
Nazwa rodzajowa Sauroniops nawiązuje do faktu, że jedyną pozostałością po tym dinozaurze jest pojedyncza kość, która za życia zwierzęcia znajdowała się nad jego okiem. Autorom jego opisu nasunęło to skojarzenie z Sauronem manifestującym swą obecność jako Oko.

## Historia odkrycia gatunku
Kość czołowa, którą ostatecznie ustanowiono holotypem S. pachytholus została odkryta w 2007 r.. Wiadomo o niej, że pierwotnie znajdowała się w rękach marokańskiego handlarza skamieniałościami; odkupił ją od niego darczyńca, który następnie przekazał ją Museo Paleontologico di Montevarchi we włoskim mieście Arezzo. Pierwszy naukowy opis MPM2594 został opracowany w roku 2011 przez Andreę Cau, Fabio Dalla Vecchię i Matteo Fabbriego. (publikacja ukazała się w roku 2012). Autorzy nie zdecydowali się wówczas opisać nowego taksonu, uznając, że należy z tym poczekać na odkrycie większej liczby skamieniałości; jednak już wtedy stwierdzili, że MPM2594 należy do przedstawiciela rodziny Carcharodontosauridae nienależącego do żyjącego w tym samym czasie i na tych samych terenach rodzaju Carcharodontosaurus, oraz że kość ta ma charakterystyczne cechy, które umożliwiałyby opisanie na jej podstawie nowego gatunku.
Opublikowane w latach 2011–2012 artykuły na temat budowy czaszek allozauroidów oraz abelizaurów przekonały autorów opisu MPM2594, że gatunki zaliczane do tych grup różnią się budową kości czołowych i jest możliwe ich odróżnianie na podstawie charakterystycznych cech budowy tych kości. Stwierdzili, że w tej sytuacji obecność pewnych charakterystycznych cech budowy MPM2594 – odróżniających tę kość od kości czołowych innych allozauroidów i abelizaurów – wystarczy, aby na podstawie cech tej kości opisać nowy gatunek. W późniejszej publikacji autorzy ustanowili MPM2594 holotypem nowego gatunku S. pachytholus.

## Charakterystyczne cechy MPM2594
Gatunek ten według autorów jego opisu charakteryzuje współwystępowanie ośmiu cech budowy kości czołowej:
- zgrubienia tej kości – grubość kości wahała się od 28% jej długości (gdy mierzona przy szwie czołowym, czyli szwie łączącym obie kości czołowe) do 38% długości (mierzona na poziomie anteromedialnego, czyli przednio–przyśrodkowego, brzegu dołu nadskroniowego – ang. supratemporal fossa);
- wyrostka nosowego kości czołowej z wypukłą powierzchnią dorsalną (górną); do tego wyrostki nosowe obu kości czołowych były całkowicie rozdzielone przez tylne wyrostki kości nosowych, które były na tyle długie, że stykały się nie tylko z wyrostkami nosowymi kości czołowych, ale i bezpośrednio z trzonami tych kości (porównania z innymi karcharodontozaurami sugerują, że oba wyrostki nosowe kości czołowych były otoczone z dwóch stron przez wyrostki kości nosowych, tworząc szwy w kształcie zbliżonym do litery U; długość części szwu łączącego jedną kość czołową z jedną nosową, mierzona od czubka wyrostka nosowego kości czołowej do początku powierzchni kości czołowej stykającej się z kością przedczołową, wynosiła 75 mm, mniej więcej 40% długości kości czołowej – nieco więcej niż u akrokantozaura, eokarcharii, giganotozaura i Shaochilong, znacznie więcej niż u sinraptora, allozaura i karcharodontozaura);
- przypominającej kształtem kopułę wyniosłości na bocznej części przodu górnej powierzchni kości czołowej;
- obecności na przedniej części powierzchni bocznej kości czołowej cienkiej pionowej blaszki kostnej, oddzielającej powierzchnię kości czołowej, która stykała się z kością przedczołową od eliptycznego wgłębienia na powierzchni kości czołowej stykającej się z kością łzową;
- powierzchni kości czołowej stykającej się z kością przedczołową mającej kształt trapezu, prawie niewidocznej w widoku wentralnym (z dołu), ograniczonej prawie wyłącznie do przodu górnej części bocznej powierzchni kości i niewspółtworzącej krawędzi oczodołu;
- szwu piłowatego łączącego kość czołową i przedczołową ograniczonego niemal wyłącznie do przedniego, dolnego rogu powierzchni kości czołowej stykającej się z kością przedczołową; szew ten tworzony jest przez kostną wyniosłość rozciągającą się wzdłuż tylnej części bocznego brzegu wyrostka nosowego i małego występu w kształcie palca;
- rozrośniętej, mającej w widoku bocznym kształt zbliżony do litery D powierzchni kości czołowej stykającej się z kością łzową, o grubości kości wynoszącej w najgrubszym miejscu 73 mm, czyli cztery razy więcej niż wynosi grubość kości na przedniej połowie powierzchni kości czołowej stykającej się z kością zaoczodołową;
- części górnej powierzchni kości czołowej położonej przed dołem nadskroniowym wnoszącej się, po czym opadającej w kierunku wspomnianej wyżej przypominającej kopułę wyniosłości (w rezultacie między tą powierzchnią a wspomnianą wyniosłością znajduje się wklęsłość przypominająca kształtem siodło); powierzchnia ta zbiega się w jednym punkcie z szeregiem niskich, zaokrąglonych fałdów znajdujących się za powierzchnią kości czołowej stykającej się z kością nosową.

Większość wymienionych cech (poza pierwszymi dwiema) to autapomorfie S. pachytholus.

## Interpretacja opisu MPM2594

Orientacyjne położenie kości czołowej MPM2594 w czaszce Sauroniops pachytholus

Sauroniops, podobnie jak jego prawdopodobny bliski krewny Eocarcharia, miał kość czołową, która miała niektóre – jeszcze nie wszystkie – cechy budowy charakteryzujące takie karcharodontozaury jak Carcharodontosaurus i Giganotosaurus. Powierzchnia kości czołowej stykająca się z kością łzową miała u Sauroniops i Eocarcharia podobny kształt jak u karcharodontozaura i giganotozaura. Inaczej jednak niż u tych dwóch teropodów u Sauroniops i Eocarcharia powierzchnia kości czołowej stykająca się z kością przedczołową nie uległa redukcji, była odrębna od powierzchni stykającej się z kością łzową i zachowała piłowaty brzeg; kość przedczołowa eokarcharii (i prawdopodobnie także Sauroniops) nie uległa redukcji i nie zrosła się z kością łzową (inaczej niż u karcharodontozaura i giganotozaura), lecz była pogrubiona i stykała się tylko z przednią krawędzią bocznej powierzchni kości czołowej, podobnie jak u niektórych przedstawicieli rodziny abelizaurów. Także obecność ozdób kości czołowej takich jak wyniosłość podobna do kopuły czy zaokrąglone fałdy upodabnia okaz holotypowy S. pachytholus do kości czołowych niektórych abelizaurów; jego przynależność do tej rodziny wykluczyły jednak przeprowadzone przez autorów jego opisu analizy filogenetyczne, z których wynika, że był on przedstawicielem rodziny Carcharodontosauridae. Analizy te dowiodły też, że Sauroniops nie był szczególnie blisko spokrewniony ze współczesnym sobie karcharodontozaurem; z pierwszej z nich wynika, że S. pachytholus był taksonem siostrzanym do kladu obejmującego wszystkich pozostałych przedstawicieli Carcharodontosauridae poza najbardziej bazalnym rodzajem Eocarcharia, z drugiej – że jest taksonem siostrzanym do Eocarcharia. Tym samym podobieństwa Sauroniops do abelizaurów są jedynie rezultatem konwergencji. Nie jest jasne, jaką funkcję pełniło występujące u S. pachytholus zgrubienie kości czołowej i występowanie na niej kostnej kopuły i fałdów. Zdaniem autorów opisu Sauroniops te cechy (jak i podobne cechy budowy kości czaszki abelizaurów) mogły być przystosowaniami do walk polegających na zderzaniu się głowami (podobnych do tych, które zdaniem części autorów występowały u pachycefalozaurów). Mogły też one współtworzyć ozdoby czaszki, ułatwiające blisko spokrewnionym teropodom zasiedlającym ten sam teren odróżnianie przedstawicieli własnego i innych gatunków albo odgrywające jakąś rolę w doborze płciowym.
Budowa (zgrubienie kości, obecność ozdób kości czaszki) i rozmiary okazu holotypowego S. pachytholus (jest on porównywalny lub nawet nieco większy od kości czołowych dorosłych przedstawicieli rodzaju Carcharodontosaurus) wskazuje, że była to kość osobnika dorosłego. Porównania MPM2594 z kośćmi czołowymi innych przedstawicieli Carcharodontosauridae sugerują, że Sauroniops był teropodem o rozmiarach porównywalnych z karcharodontozaurem, giganotozaurem i akrokantozaurem (przy założeniu, że budową i proporcjami reszty szkieletu Sauroniops przypominały pozostałych przedstawicieli Carcharodontosauridae).